# Henschel Hs 123
Henschel Hs 123 là một loại máy bay ném bom bổ nhào/chi viện trực tiếp hai tầng cánh của Không quân Đức trong Nội chiến Tây Ban Nha và giai đoạn đầu của Chiến tranh thế giới II.

## Quốc gia sử dụng
China
 GermanyLuftwaffe
 SpainEjército del Aire (Không quân Tây Ban Nha

## Tính năng kỹ chiến thuật (Hs 123A-1)
Dữ liệu lấy từ Aircraft of World War II: The Aviation Factfile.
Đặc điểm tổng quát
- Kíp lái: 1
- Chiều dài: 8,33 m (27 ft 4 in)
- Sải cánh: 10.50 m (34 ft 5,5 in)
- Chiều cao: 3,20 m (10 ft 6 in)
- Diện tích cánh: 24,85 m² (267,49 ft²)
- Trọng lượng rỗng: 1.500 kg (3.307 lb)
- Trọng lượng có tải: 2.215 kg (4.884 lb)
- Động cơ: 1 × BMW 132Dc, 880 hp (656 kW)

 Hiệu suất bay 
- Vận tốc cực đại: 341 km/h (183 knots, 211 mph) trên độ cao 1.200 m (3.900 ft)
- Tầm bay: 860 km (463 nmi, 533 mi với thùng nhiên liệu phụ; 480 km (298 mi) với 200 bom) [2]
- Trần bay: 9.000 m (29.530 ft)
- Vận tốc lên cao: 15 m/s (2.950 ft/phút)

Trang bị vũ khí

- 2× súng máy MG 17 7.92 mm
- 450 kg (992 lb) bom